# Gravitație cuantică canonică

Rețea simplă de spini de tipul folosit în gravitația cuantică în bucle

Gravitația cuantică canonică (GCC) este o încercare de a cuantifica formularea canonică a relativității generale (sau gravitația canonică). Este o formulare hamiltoniană a teoriei generale a relativității lui Einstein. Teoria de bază a fost descrisă de Bryce DeWitt  într-o lucrare influentă din 1967 și bazată pe lucrările anterioare ale lui Peter G. Bergmann folosind așa-numitele tehnici de cuantizare canonică pentru sistemele hamiltoniene constrânse inventate de Paul Dirac. Abordarea Dirac permite cuantificarea sistemelor care includ simetrii gauge folosind tehnici hamiltoniene într-o alegere cu ecartament fix. Noi abordări bazate în parte bazate pe activitatea lui DeWitt și Dirac includ starea Hartle-Hawking, calculul Regge, ecuația Wheeler-DeWitt și gravitația cuantică în bucle.
În interpretarea GCC, gravitația apare ca o pseudoforță geometrică, este redusă la geometria spațio-temporală și devine un simplu efect al curburii spațiu-timpului.. Lehmkuhl susține că formalismul canonic nu confirmă această interpretare. Relativitatea generală (RG) asociază gravitația cu spațiu-timpul, dar tipul de asociere nu este fixat. În locul interpretării geometrice se poate folosi interpretarea câmpului (geometria spațiu-timp este redusă la un câmp gravitațional, respectiv metrica, considerată drept „doar un alt câmp”) sau interpretarea egalitară (o identificare conceptuală a gravitației și spațiu-timpului în RG. Aceste interpretări alternative reduc diferențele conceptuale dintre RG și celelalte teorii ale câmpului.
Instrumentalismul permite ignorarea gravitației cuantice, întrucât concepe teoriile științifice doar ca instrumente de predicție. Gravitația canonică cuantică urmărește o teorie cuantică nonperturbantă a câmpului gravitațional. Ea se bazează pe consistența între mecanica cuantică și gravitație, fără a încerca să unifice toate câmpurile. Ideea principală este aplicarea unor proceduri standard de cuantificare la teoria generală a relativității. Pentru aceasta, este necesar ca relativitatea generală să fie exprimată în formă canonică (hamiltoniană) și apoi se cuantizează în mod obișnuit. Acest lucru a fost (parțial) realizat cu succes de Dirac și (diferit) de Arnowitt, Deser și Misner.

## Teste propuse pentru GCC
Carlip afirmă, cu referire la gravitația cuantică: „Măsura supremă a oricărei teorii este acordul său cu Natura; dacă nu avem astfel de teste, cum vom ști dacă avem dreptate?” De obicei, o nouă teorie se construiește cu ajutorul datelor experimentale disponibile, la care se încearcă să se potrivească modelele fenomenologice, verificându-se apoi prin predicții. Adesea, consistența conceptuală și formală este ocolită în încercarea de a se potrivi cu realitatea. La gravitația cuantică totul se petrece în mod foarte diferit: ea se bazează aproape în întregime pe consistența conceptuală și formală, împreună cu constrângerile impuse, și pare imposibil de abordat prin cercetarea experimentală. Dean Rickles afirmă că testul de bază al oricărei teorii științifice este un test experimental, fără de care teoria se încurcă în matematică pură sau, mai rău, în metafizică.
Giovanni Amelino-Camelia a inițiat un nou program de cercetare denumit „fenomenologie gravitațională cuantică”, prin care încearcă să transforme cercetarea cuantică a gravitației într-o adevărată disciplină experimentală. Scara la care apar efecte gravitaționale cuantice este stabilită de diferitele constante fizice ale fizicii fundamentale: h, c și G, care caracterizează fenomenele cuantice, relativiste și gravitaționale. Prin combinarea acestor constante se obțin constantele Planck la nivelul cărora trebuie să se manifeste efectele gravitației cuantice:
| Nume               | Formula                     | Valoarea (SI)               |
| Lungimea Planck    | lP = √ℏG/c3                 | 1,616229(38)×10−35 m        |
| Masa Planck        | mP = √ℏc/G                  | 2,176470(51)×10−8 kg        |
| Timpul Planck      | tP = lP/c = ℏ/mPc2 = √ℏG/c5 | 5,39116(13)×10−44 s         |
| Sarcina Planck     | qP = √4πε0ℏc = e/√α         | 1,875 545 956(41) × 10−18 C |
| Temperatura Planck | TP = mPc2/kB = √ℏc5/GkB2    | 1,416808(33)×1032 K         |

Tabel: Constantele Planck
Acestea sunt cu multe ordini de mărime dincolo de capacitățile experimentale actuale.Dar argumentul scalei se aplică evenimentelor gravitaționale cuantice individuale. Ideea este de a combina astfel de evenimente pentru a amplifica efectele care pot fi detectate cu echipamentele actuale sau din viitorul apropiat. Gravitația cuantică poate fi studiată și prin observarea capătului opus al spectrului scalei, sistemele astronomice, prin observarea radiației cosmice, exploziilor generatoare de raze gama, exploziile Kaon, particule, lumina și radiația cosmică de fond, prin efectele gravitaționale cuantice care s-ar putea manifesta în aceste sisteme. În aceste sisteme, efectele la scara Planck sunt amplificate în mod natural.
Dar astfel de efecte pot fi studiate și în dispozitive experimentale pe Pământ, folosind de asemenea „experimente naturale”, precum particule care se deplasează pe distanțe mari la viteze enorme. Bryce DeWitt a argumentat că efectele gravitaționale cuantice nu vor fi măsurabile pe particulele elementare individuale, întrucât câmpul gravitațional în sine nu are sens la aceste scale. Câmpul static dintr-o astfel de particulă nu ar depăși fluctuațiile cuantice.
Pentru folosirea universului ca dispozitiv experimental se apelează la ideea că lumina își schimbă proprietățile pe distanțe mari în cazul spațiu-timpului discret, care produce efecte birefringente. Baza teoretică este că o undă care se propagă în un spațiu-timp discret va încălca invarianța Lorentz, aceasta putând fi o „probă” pentru a testa modelele de gravitație cuantică. Dar discretitudinea spațiu-timpului nu este o condiție suficientă pentru non-invarianța Lorentz: un contraexemplu sunt seturile cauzale care sunt structuri discrete și nu par să o încalce.